# Лопнур
 Лопнур  — деревня в Моркинском районе Республики Марий Эл. Входит в состав Себеусадского сельского поселения.

## География
Находится в юго-восточной части республики Марий Эл на расстоянии приблизительно 9 км по прямой на запад-северо-запад от районного центра посёлка Морки.

## История
Основана в 1930 году выходцами из деревни Маламаш. В 2004 году в деревне насчитывалось 19 хозяйств. В советское время работал колхоз «Лопнур».

## Население
Население составляло 70 человек (мари 99 %) в 2002 году, 55 в 2010.